# Marduk-apla-iddina I
De Kassiet Marduk-apla-iddina I (Babylonisch: "Marduk
heeft een erfzoon gegeven") regeerde van 1170 tot 1157 v.Chr. als vierendertigste Kassitische koning van Babylonië. Hij was zoon en opvolger van Meli-šipak. Zijn kleinzoon was de Elamitische heerser Šutruk-Nahhunte II. Uit contemporaine documenten weten we dat hij de E-zida-tempel van de god Nabu te Borsippa liet herstellen, alsook dat men in die tijd een goeddraaiende handel in wollen kledij met Assyrische handelaars had. Er zijn verscheidene kudurru's van hem overgeleverd. Zijn opvolger Zababa-shuma-iddina was niet met hem verwant en kwam mogelijk door een opstand aan de macht, wat de Elamitische interventie zou kunnen hebben uitgelokt.
Hij is de eerste koning en de enige Kassiet met Marduk als theofoor element in zijn naam.

## Verder lezen
- J.A. Brinkman, A Catalogue of Cuneiform Sources Pertaining to Specific Monarchs of the Kassite Dynasty, Chicago, 1976, pp. 247-252.